# Maria Guercio
Maria Rosaria „Mariella“ Guercio (* 30. Mai 1952 in Triest) ist eine italienische Archivarin und seit 2015 Präsidentin der Associazione Nazionale Archivistica Italiana. Dabei ist sie neben der universitären Lehre vor allem auf der Ebene der Europäischen Union tätig.
Guercio war von 1978 bis 1998 Archivarin am Ministero per i beni culturali. Ab 1993 lehrte sie an der Universität Macerata elektronische Datenhaltung und Archivinformatik, 1995 war sie Visiting Professor an der University of British Columbia im kanadischen Vancouver, 1998 Professore associato für Archivlehre an der Universität Urbino, dann ab 2001 als außerordentliche und ab 2004 als ordentliche Professorin berufen. 
Im Jahr 2000 wurde sie als eine der Experten für die EU tätig, die festlegen sollten, welche Bedingungen für die elektronische Archivdatenhaltung erfüllt sein müssen (MoReq, erneut 2007 und 2010 für Moreq2). Von 1997 bis 1999 gehörte sie dem Forum della Società dell'informazione der EU an. Der für das Datenmanagement und die Definition entsprechender Standards zuständigen Arbeitsgruppe gehörte sie 2003, dann von 2006 bis 2009 der Commissione sulla conservazione digitale e dematerializzazione an. Von 2001 bis 2004 war sie Co-Direktorin des Projekts ERPANET, durch das ein Exzellenznetz für die Erhaltung von elektronischen Dokumenten entstehen soll; außerdem leitete sie die Task Force, die sich mit Formaten und Methoden im Rahmen des Projekts Delos zwecks Entwicklung einer digitalen Bibliothek von 2004 bis 2007 befasst hat. Seit 2006 ist Guercio Partnerin im europäischen Projekt CASPAR, das sich mit der Konservierung digitaler Ressourcen im Kultursektor, aber auch der Forschung und der Darstellenden Kunst befasst. Von 2011 bis 2014 partizipierte sie am europäischen Projekt APARSEN, wobei sie gemeinsam mit Silvio Salza das WP 24 Authenticity and Provenance koordiniert. Sie leitete das „Team Italy“ bei InterPares von 1999 bis 2012, nahm am internationalen Projekt i-Trust teil, das für die Jahre 2013 bis 2018 geplant ist. 2014 bis 2016 vertrat sie die römische Universität La Sapienza, an der sie seit 2012 lehrt, im europäischen Projekt Food & Drink.
2004 bis 2013 war sie Direktorin der Zeitschrift Archivi e computer, seit 2015 in der gleichen Position bei J-Lis. 
Seit 2004 sitzt sie im wissenschaftlichen Komitee der Fondazione Feltrinelli und der Fondazione Pirelli.

## Publikationen (Auswahl)
- Guida degli archivi economici a Roma e nel Lazio, Ministero per i beni culturali e ambientali, Ufficio centrale per i beni archivistici, Rom 1987. (Quaderni della Rassegna degli Archivi di Stato, 54) (PDF)
- mit Elena Aga Rossi (Hrsg.): La metodologia per la definizione di piani di classificazione in ambiente digitale, Rom 2005. (PDF)
- The Italian case: legal framework and good practices for digital preservation, in: Cultural Heritage Online – Trusted digital repositories & trusted professionals. Firenze 11–12 December 2013, Florenz 2013. (PDF)